# Petaloconchus flavescens
Petaloconchus flavescens är en snäckart som först beskrevs av Carpenter 1857.  Petaloconchus flavescens ingår i släktet Petaloconchus och familjen Vermetidae. Inga underarter finns listade i Catalogue of Life.